# East Palatka
East Palatka est une census-designated place du comté de Putnam, dans l'État de Floride, aux États-Unis,. En 2020, elle compte une population de 1 573 habitants.